# 本特·拉尔森
本特·拉尔森（Bent Larsen，1935年3月4日—2010年9月9日），丹麦国际象棋棋手、特级大师。拉尔森以其具有想象力、非正统的行棋风格而著称，是第一位真正向垄断国际象棋界的苏联棋手发起挑战的西方棋手。他被认为是丹麦历史上最伟大的棋手，也是马格努斯·卡尔森出现之前来自斯堪的纳维亚的最强棋手。
拉尔森曾六度获得丹麦国际象棋全国冠军，并四度进入世界冠军挑战者资格赛。1948年至1985年间的七位世界冠军（米哈伊尔·博特温尼克、瓦西里·斯梅斯洛夫、米哈伊尔·塔尔、提格兰·彼得罗相、鲍里斯·斯帕斯基、鲍比·菲舍尔、阿纳托利·卡尔波夫）都曾被他击败过。